# Stephanie Poetri
Stephanie Poetri, właśc. Stephanie Poetri Dougharty (ur. 20 maja 2000 w Dżakarcie) – indonezyjska piosenkarka.
Jest córką Titi DJ. 
Związana jest z wytwórnią 88rising. Rozpoznawalność przyniósł jej utwór „I Love You 3000”, opublikowany w 2019 roku w serwisie YouTube. Wykonała także utwór przewodni filmu Ada Apa Dengan Cinta? 2.

## Nagrody i nominacje
| Rok  | Nagroda                  | Kategoria                         | Wynik     | Przypis |
| ---- | ------------------------ | --------------------------------- | --------- | ------- |
| 2019 | Mnet Asian Music Awards  | Best New Asian Artist – Indonesia | Wygrana   | [ 4 ]   |
| 2020 | iHeartRadio Music Awards | Social Star Award                 | Nominacja | [ 5 ]   |